# Pachyderes dorsalis
Pachyderes dorsalis is een keversoort uit de familie kniptorren (Elateridae). De wetenschappelijke naam van de soort is voor het eerst geldig gepubliceerd in 1940 door Fleutiaux.